# Zločini budućnosti (1970.)
Zločini budućnosti kanadski je znanstvenofantastični film iz 1970. koji je napisao, snimio, montirao i režirao David Cronenberg. Kao i Cronenbergov prethodni igrani film, Stereo, Zločini budućnosti snimljeni su s komentarom koji je naknadno dodan. Komentar govori lik Adrian Tripod (glumi ga Ronald Mlodzik). Radnja filma smještena je u 1997. godinu. 
Godine 2022. David Cronenberg snimio je film popuno istog naziva, no taj film nije remake filma iz 1970. godine.

## Radnja filma
Adrian Tripod, povremeni direktor dermatološke klinike pod nazivom Kuća kože (eng. House of Skin), traži svog mentora, poremećenog dermatologa Antoinea Rougea, koji je nestao nakon katastrofalne pošasti koju su uzrokovali kozmetički proizvodi. Ta je pošast pogodila cjelokupnu populaciju spolno zrelih žena. Pošast je navodno ubila i samog Rougea nakon što je virus mutirao te zahvatio i muškarce.
Tripod se pridružuje nekim organizacijama, uključujući Metaphysical Import-Export te Oceanic Podiatry Group. Tamo susreće pojedince i skupine muškaraca koji se pokušavaju prilagoditi defeminiziranom svijetu. Kada pacijent Kuće kože s kojim se Tripod zbližio, umre od kuge, Tripod se prijavljuje u kliniku za mentalno zdravlje i upušta se u podofiliju te pokazuje svoju kolekciju ženskog donjeg rublja drugim muškarcima.
Zatim se Tripod povezuje s grupom pedofila. Oni otimaju petogodišnju djevojčicu koja je bila izložena nekim kemikalijama koje su je trebale umjetno dovesti do puberteta kako bi je oni oplodili. Međutim, jedan iz skupine na kraju se ne može natjerati da je siluje. Tripod ulazi u sobu u kojoj se nalazi djevojka i skida košulju, prije nego što iznenada vidi kako djevojka ispušta bijelu pjenu nalik na kremu iz svojih usta. Osjetivši prisutnost Rougea u djevojci - u obliku istog virusa koji ga je ubio - Tripod otkriva da njegove bradavice proizvode tu istu tvar. To ga dovodi do spoznaje da se umjetnim izazivanjem puberteta u malog djeteta ona zarazila kugom, te da će i djevojčica i Tripod uskoro umrijeti.

## Glumačka postava
- Ronald Mlodzik kao Adrian Tripod
- Jon Lidolt
- Tania Zolty
- Paul Mulholland
- Jack Messinger
- Iain Ewing
- William Haslam
- Brian Linehan
- Raymond Woodley (naveden kao Ray Woodley)

## Kritike
Kim Newman je u svojoj knjizi Nightmare Movies iz 1988. opisao Zločine budućnosti kao film o kojem je "zabavnije čitati sinopsis nego ga gledati" te kao dokaz, zajedno s filmom Stereo, da je "moguće biti dosadan i zanimljiv u isto vrijeme".
Film ima ocjenu od 60% koja se temelji na pet recenzija na Rotten Tomatoesu, a prosječna je ocjena 5,8/10.

## Istoimeni film iz 2022. godine
U kolovozu 2021. objavljeno je da je započela produkcija istoimenog filma, ali to nije remake ovog filma iz 1970. godine. Cronenberg će snimati film s glumačkom postavom koja uključuje Vigga Mortensena, Léu Seydoux te Kristen Stewart.